# President de Libèria
Aquesta és la llista dels Presidents de la República de Libèria, formada per 24 caps d'estat en la història de Libèria. La llista inclou només presidents que juraren el càrrec després de la independència de Libèria el 26 de juliol de 1847. De 1980 a 2006, la presidència fou ocupada tres cops a través d'un cop d'estat, la Primera Guerra Civil Liberiana, i la Segona Guerra Civil Liberiana. Els caps d'estat de Libèria Durant aquests períodes són mostrats en una llista separada. Samuel Doe fou alhora Cap del Consell de Redempció del Poble i President de Libèria, raó per la qual apareix en les dues llistes. D'altra banda Joseph Jenkins Roberts i James Spriggs-Payne ocuparen el càrrec en períodes no consecutius i per això hi apareixen dos cops. Per això hi apareixen 24 presidències, però només 22 presidents. Els colors indiquen el partit polític d'afiliació de cada president.

## Presidents de Libèria
| #  | President                       | President              | Ocupa el càrrec        | Deixa el càrrec           | Partit                                | Vicepresident(s)                              |
| -- | ------------------------------- | ---------------------- | ---------------------- | ------------------------- | ------------------------------------- | --------------------------------------------- |
| 1  | Joseph Jenkins Roberts          | Joseph Jenkins Roberts | 3 de gener de 1848     | 7 de gener 1856           | none (Republican policies)            | Stephen Allen Benson                          |
| 2  | Stephen Allen Benson            | Stephen Allen Benson   | 7 de gener 1856        | 4 de gener 1864           | none (Republican policies)            | Beverley Yates                                |
| 3  | Daniel Bashiel Warner           | Daniel Bashiel Warner  | 4 de gener de 1864     | 6 de gener de 1868        | Partit Republicà                      | James M. Priest                               |
| 4  | James Spriggs-Payne             | James Spriggs-Payne    | 6 de gener de 1868     | 3 de gener de 1870        | Partit Republicà                      | Vacant                                        |
| 5  | Edward James Roye               | Edward James Roye      | 3 de gener de 1870     | 26 d'octubre de 1871[A]   | True Whig Party                       | James Skivring Smith                          |
| 6  | James Skivring Smith            | James Skivring Smith   | 4 de novembre de 1871  | 1 de gener de 1872        | True Whig Party                       | Anthony W. Gardiner                           |
| 7  | Joseph Jenkins Roberts (2n cop) | Joseph Jenkins Roberts | 1 de març 1872         | 3 de gener de 1876        | Partit Republicà                      | Anthony W. Gardiner                           |
| 8  | James Spriggs-Payne (2n cop)    | James Spriggs-Payne    | 3 de gener de 1876     | 7 de gener de 1878        | Partit Republicà                      | Vacant                                        |
| 9  | Anthony W. Gardiner             | Anthony W. Gardiner    | 7 de gener 1878        | 20 de gener de 1883[R]    | True Whig Party                       | Alfred Francis Russell                        |
| 10 | Alfred F. Russell               | Alfred F. Russell      | 20 de gener de 1883    | 7 de gener de 1884        | True Whig Party                       | John Tyler                                    |
| 11 | Hilary R. W. Johnson            | Hilary R. W. Johnson   | 7 de gener de 1884     | 4 de gener de 1892        | True Whig Party                       | Vacant                                        |
| 12 | Joseph James Cheeseman          | Joseph J. Cheeseman    | 4 de gener de 1892     | 12 de novembre de 1896[D] | True Whig Party                       | William D. Coleman                            |
| 13 | William D. Coleman              | William D. Coleman     | 12 de novembre de 1896 | 11 de desembre de 1900[R] | True Whig Party                       | J. J. Ross                                    |
| 14 | Garretson W. Gibson             | Garretson W. Gibson    | 11 de desembre 1900    | 4 de gener de 1904        | True Whig Party                       | Vacant                                        |
| 15 | Arthur Barclay                  |                        | 4 de gener de 1904     | 1 de gener de 1912        | True Whig Party                       | J. J. Dossen                                  |
| 16 | Daniel E. Howard                |                        | 1 de gener de 1912     | 5 de gener de 1920        | True Whig Party                       | John Breckinridge                             |
| 17 | Charles D.B. King               | Charles B.D. King      | 5 de gener de 1920     | 3 de desembre de 1930[R]  | True Whig Party                       | Henry Too Wesley                              |
| 18 | Edwin Barclay                   | Edwin Barclay          | 3 de desembre de 1930  | 3 de gener de 1944        | True Whig Party                       | Vacant                                        |
| 19 | William V. S. Tubman            | William V.S. Tubman    | 3 de gener de 1944     | 23 de juliol 1971[D]      | True Whig Party                       | Clarence Simpson William Richard Tolbert, Jr. |
| 20 | William R. Tolbert, Jr.         | William R. Tolbert     | 23 de juliol de 1971   | 12 d'abril 1980[A]        | True Whig Party                       | James Edward Greene Bennie Dee Warner         |
| 21 | Samuel Doe                      |                        | 6 de gener de 1986     | 9 de setembre de 1990[A]  | Partit Nacional Democràtic de Libèria | Harry Fumba Moniba                            |
| 22 | Charles Ghankay Taylor          |                        | 27 d'agost de 1997     | 11 d'agost de 2003[R]     | Partit Nacional Patriòtic             | Enoch Dogolea Moses Blah                      |
| 23 | Moses Blah                      |                        | 11 d'agost de 2003     | 14 d'octubre de 2003[R]   | Partit Nacional Patriòtic             | Vacant                                        |
| 24 | Ellen Johnson-Sirleaf           | Ellen Johnson-Sirleaf  | 1 de gener de 2006     | càrrec en exercici        | Partit Unitat                         | Joseph Nyumah Boakai                          |

- Deixaren el càrrec abans:

[A] Assassinat en un cop d'estat.
[D] Mort per causes naturals.
[R] Dimitit.

## Caps d'estat interins i no presidencials
| President              | President     | Posició                                         | Ocupà el càrrec        | Deixà el càrrec       | Partit                             |
| ---------------------- | ------------- | ----------------------------------------------- | ---------------------- | --------------------- | ---------------------------------- |
| Samuel Doe             | Samuel K. Doe | Cap del Consell de Redempció del Poble          | 12 d'abril de 1980     | 6 de gener de 1986    | Partit Nacional Democràtic Libèria |
| Dr. Amos Sawyer        |               | President del Govern Interí d'Unitat Nacional   | 22 de novembre de 1990 | 7 de març de 1994     | Partit del Poble de Libèria        |
| David D. Kpormakpor    |               | Cap del Consell d'Estat                         | 7 de març de 1994      | 1 de setembre de 1995 | Cap                                |
| Wilton G. S. Sankawulo |               | Cap del Consell d'Estat                         | 1 de setembre de 1995  | 3 de setembre de 1996 | None                               |
| Ruth Perry             |               | Cap del Consell d'Estat                         | 3 de setembre de 1996  | 27 d'agost de 1997    | cap                                |
| Gyude Bryant           | Gyude Bryant  | Cap del Govern de Transició Nacional de Libèria | 14 d'octubre de 2003   | 6 de gener de 2006    | Partit d'Acció de Libèria          |